# K3b
K3b (angleško KDE Burn Baby Burn) je računalniški program za zapisovanje optičnih diskov (zgoščenk in DVD-jev) v namiznem okolju KDE za operacijske sisteme podobne Unixu. Ima grafični uporabniški vmesnik za večino opravil zapisovanja CD/DVD, na primer tvorjenja zvočnih zgoščenk iz nabora zvočnih datotek ali kopiranje  CD/DVD, kot tudi bolj napredna opravila, kot je zapisovanje eMoviX CD/DVD-jev. Lahko izvaja tudi kopije diskov z neposrednim zapisovanjem. Program ima več prednastavljenih nastavitev, ki jih izkušnejši uporabniki lahko spreminjajo. Dejanski zapis diskov v K3b se izvaja s programi cdrecord ali cdrkit, cdrdao in growisofs prek ukazne vrstice. Z različico 1.0 ima K3b vgrajeno funkcijo razpiranja DVD-jev (ripping).
Kot večina aplikacij KDA je K3b napisan v programskem jeziku C++ s pomočjo orodja Qt GUI toolkit. K3b je izdan pod Splošnim dovoljenjem GNU in je zato prosto programje.
Dokončana različica K3b v KDE 4 se pričakuje okoli aprila ali maja.